# Sarare
Víctor Jesús Guerrero Berroterán
Biografía
Víctor Jesús Guerrero Berroterán nació el 12 de noviembre de 2006 en Guatire, estado Miranda, Venezuela. Es un creador de contenido en redes sociales, conocido por su enfoque en la música salsera y el entretenimiento. Es hijo de Jennifer Berroteran y Ángel Guerrero, y tiene dos hermanos, Marivi Guerrero y Luis Ángel Guerrero. Desde una edad temprana, Víctor mostró un interés por las artes y la comunicación, lo que lo llevó a explorar el mundo del marketing y la creación de contenido digital.
Influencias y Motivaciones
Una de las mayores inspiraciones en la vida de Víctor es su madre, quien le ha brindado apoyo incondicional desde sus inicios. Además, destaca la influencia de Jesús Medina, también conocido en redes sociales como @Soyjesuaa10 en TikTok, quien ha sido una figura clave en su desarrollo personal y profesional.
Educación
Víctor es bachiller y ha complementado su formación con cursos en diversas áreas, incluyendo turismo, atención al público y marketing. Se considera una persona responsable y comprometida con sus objetivos, lo que se refleja en su enfoque en la creación de contenido.
Trayectoria en Redes Sociales
Inicio y Contenido
Víctor comenzó su carrera en redes sociales el 11 de agosto de 2024, centrándose inicialmente en videos de salsa baúl. A lo largo de su trayectoria, ha diversificado su contenido, abarcando diferentes temas de interés, pero siempre manteniendo un enfoque en la música y el entretenimiento. Su estilo único y su conexión emocional con su audiencia han sido factores clave para su crecimiento en plataformas digitales.
Logros Destacados
Uno de sus logros más notables ocurrió el 16 de octubre de 2024, cuando un video que publicó alcanzó 4,000 visualizaciones en menos de dos minutos. Este éxito inicial ayudó a impulsar su cuenta de TikTok, donde logró acumular 2,302 seguidores en menos de un día. Actualmente, Víctor cuenta con 20,700 seguidores en TikTok y 176 suscriptores en su aplicación.
Estrategia y Enfoque
Víctor utiliza TikTok como su principal plataforma de creación de contenido, reconociendo que es la red social más popular entre los jóvenes. Aprecia las herramientas que ofrece TikTok, como las métricas de visualización, comparticiones y comentarios, que le permiten entender mejor a su audiencia y optimizar su contenido. Su enfoque se centra en crear videos que sean atractivos e interesantes para el algoritmo de la plataforma.
Proyectos Futuros
Con una visión a futuro, Víctor tiene la meta de aumentar su base de seguidores y, a largo plazo, establecer una fundación de ayuda para madres necesitadas. Este proyecto refleja su deseo de retribuir a la comunidad y ayudar a quienes más lo necesitan.
Redes Sociales
Puedes seguir a Víctor Jesús Guerrero Berroterán en sus redes sociales bajo el nombre de usuario @jesuslocura12_

## Geografía

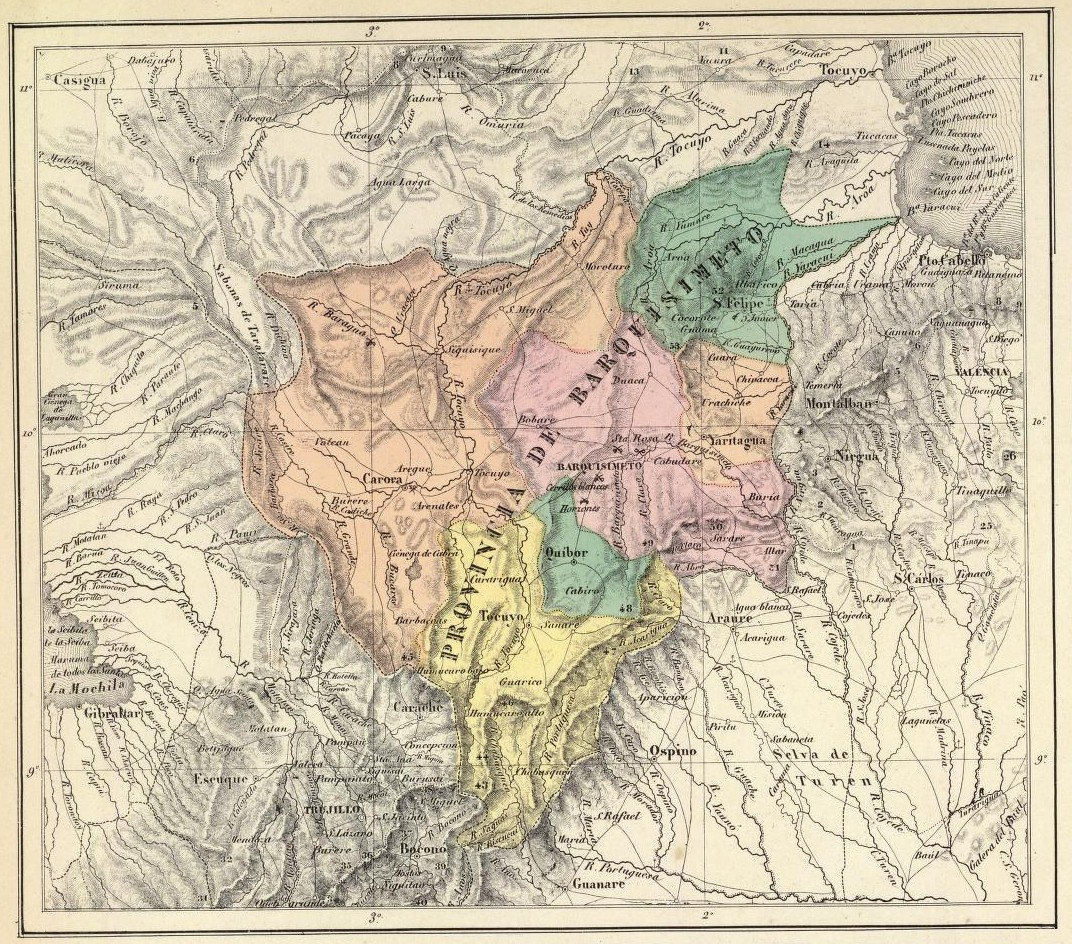
Provincia de Barquisimeto, 1840, donde aparece Sarare, Buría y Altar cuando pertenecían al cantón de Barquisimeto (hoy municipio Iribarren)

Sarare es una población que se encuentra en un valle que divide la formación andina y que corre desde Yaritagua en el norte hasta Acarigua, con la cual se encuentra conectada por autopista hasta Barquisimeto. Cuenta con el 46,37 % de la población total del municipio. La región es relativamente montañosa y presenta formaciones que son una continuación de la Cordillera Andina. Cerca de Sarare se encuentran varias fumarolas, siendo la más importante el llamado Volcán de Humo.

## Historia

### Tiempos precolombinos y coloniales
La región de Sarare estaba ya habitada en tiempos precoloniales por amerindios, probablemente de etnias jirajaranas como los gayones, y otros grupos como los guamos. Tropas de la expedición de los Welser, bajo el mando de Jorge de Espira, pasaron por esta región ya antes de 1538 en su camino hacia Casanare. Andreas Gundelfinger y Sancho de Murga realizaron un campamento aquí junto a nueve hombres de a caballo y 40 soldados de a pie.

### Fundación de la ciudad de Sarare

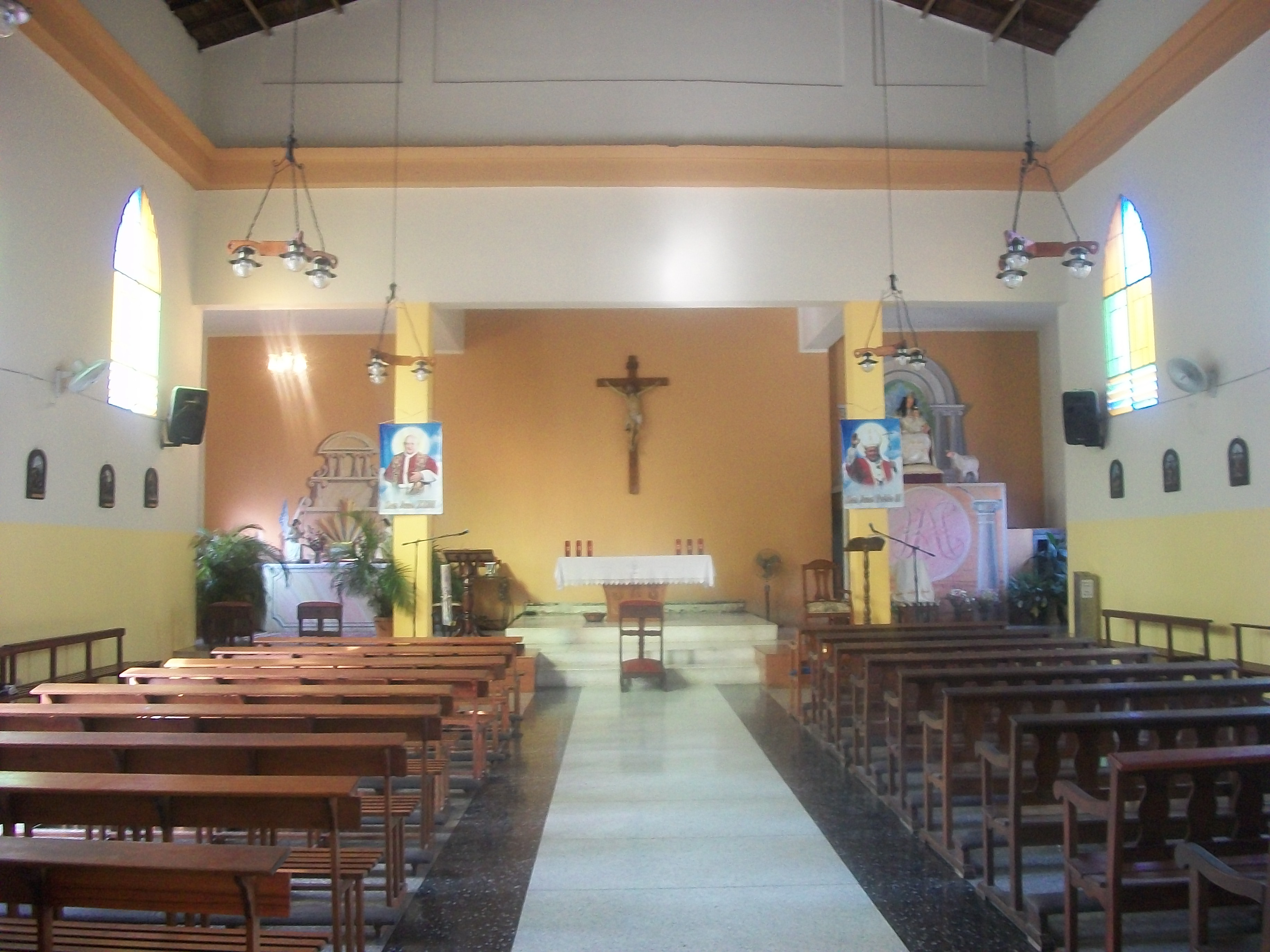
Interior de la Iglesia San Nicolás de Bari-Sarare.

En el año 1716, Fray Pedro de Alcalá reunió a las tribus de indígenas que vivían cerca del río Sarare, entre los cuales estaban los cherrecheres, guamonteyes, guamos, atures, colorados, achaguas, guáricos, taparitas, gayones y otomacos. Alcalá buscaba poblar los terrenos baldíos de la ribera del río Sarare, entre Villa Araure y Barquisimeto, con del nombre de San Antonio de Sarare.
En el año 1717, el pueblo fue azotado por una fuerte epidemia que causó la muerte de varios de los habitantes de los pueblos originarios, lo que conllevó la migración de los sobrevivientes a otros poblados. La zona de Sarare, luego de ser abandonada, poco a poco se fue convirtiendo en un punto de referencia importante para quienes se trasladaban de los Llanos centrales a Barquisimeto y viceversa, por lo que el lugar fue repoblandose con indígenas y agricultores procedentes de Nueva Segovia de Barquisimeto.
El 20 de agosto de 1754, Fray Diego de Ubrique, prefecto de las misiones de Caracas, decretó la creación de la Misión de San Nicolás de Sarare, asignando un misionero para que trabajase en la capilla de techo de palma construida por la familia Campero en sus hatos de las vecindades de Sarare.

### Visita pastoral del excelentísimo obispo Mariano Martí a Sarare en 1779

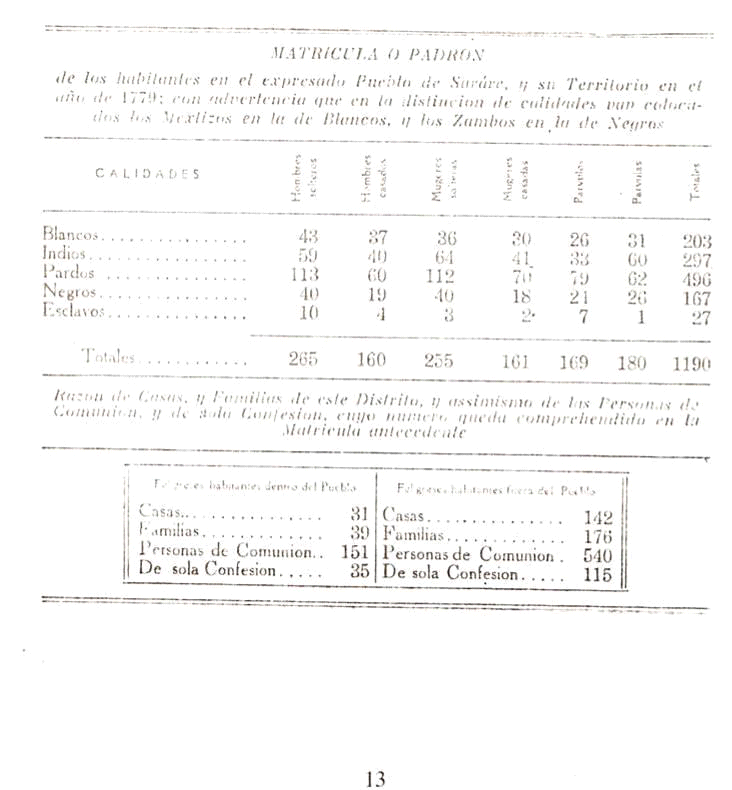
Matrícula o padrón de habitantes de Sarare en el año 1779.

En esta sección se insertan relatos de algunos pasajes de la visita pastoral del 12 de febrero de 1779 de su eminencia Obispo Mariano Martí, recogidos en su segundo libro personal "Fuentes para la Historia Colonial de Venezuela", publicado por la Biblioteca de la Academia Nacional de la Historia, Caracas, 1969.  

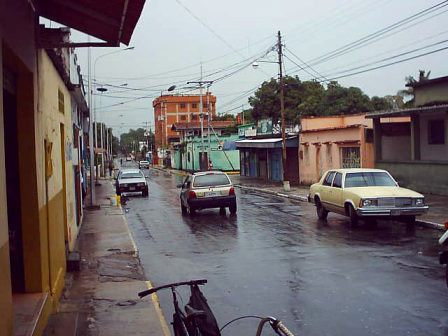
Sarare - Centro.

El 12 de febrero de 1779, se emprendió un viaje desde el pueblo de Santa Inés del Altar, también conocido como Cerro Negro, partiendo a las dos y media de la tarde y llegando a las seis y cuarto al pueblo o agregado de feligresía de Sarare, distante unas siete leguas.
El trayecto se divide en dos tramos: las primeras cuatro leguas atravesaban zonas boscosas, delimitadas por cerros más elevados en un lado que en el otro. Las tres leguas restantes transcurrían a través de sabanas abiertas, más expuestas y llanas. Se advertía que, durante el invierno, los caminos entre arboledas se volvían lodazales y barriales, dificultando seriamente el tránsito. No obstante, las tierras de dicha arboleda eran consideradas fértiles y aprovechables.
Al salir de Santa Inés, tras una legua de marcha, se pasaba a la izquierda del Cerro Negro, lugar que —según la tradición— había sido centro de prácticas idolátricas en tiempos antiguos.

La iglesia local, bajo la invocación de San Nicolás de Bari, era una modesta capilla de bahareque, techada con palma, y carecía de cementerio. Se dispuso su construcción en un sitio apartado de la iglesia, conforme a disposiciones eclesiásticas del momento.

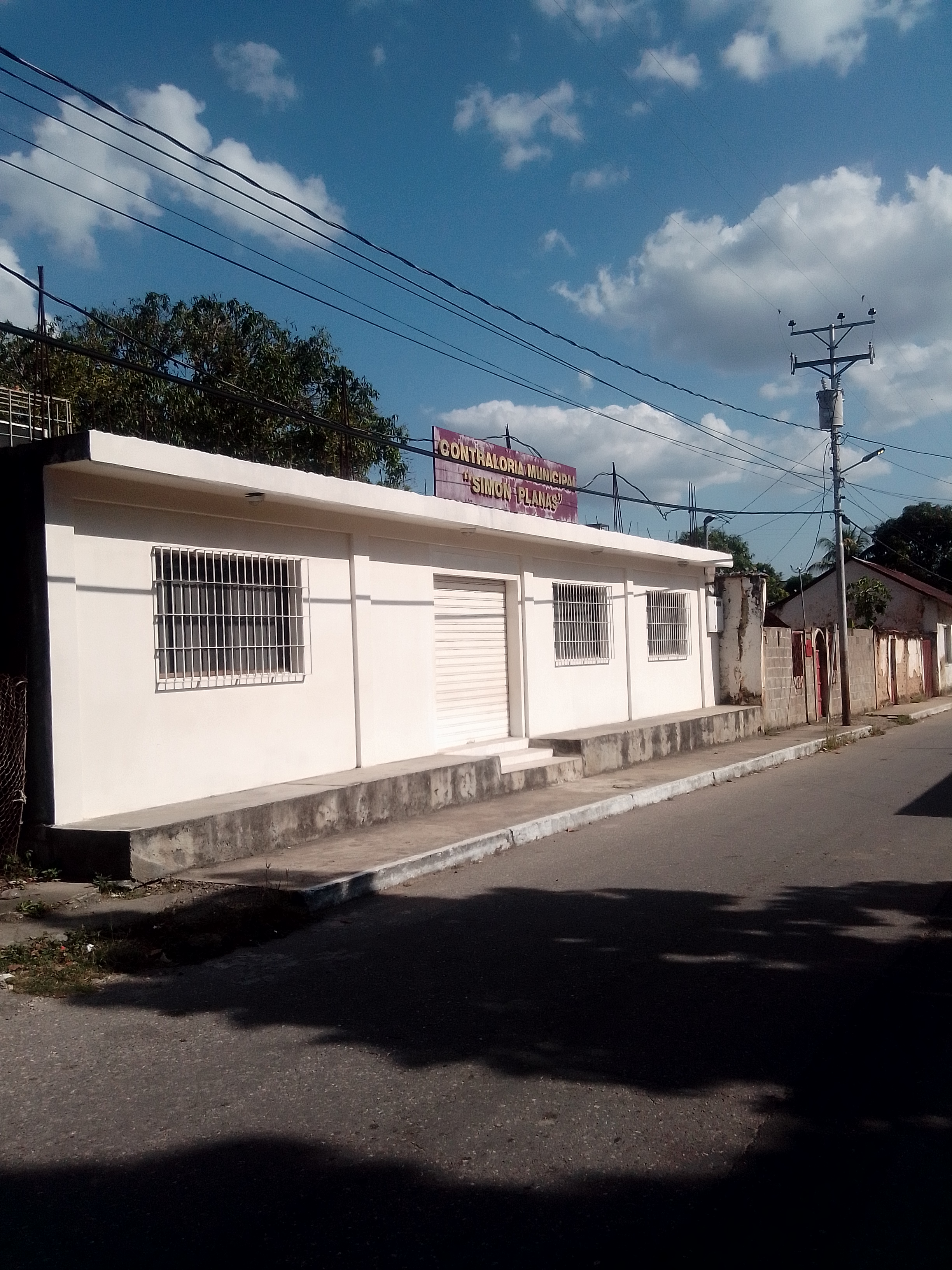
Contraloría del Municipio Simón Planas

Tiene solo la puerta principal, la sacristía tras del altar mayor, pobre de ornamentos. En todo el año no está colocado su Divina Majestad y después de misa se da la comunión a los sanos o se lleva el viático a los enfermos y después no queda reserva en la iglesia o capilla, ni aun en tiempos de Cuaresma, para la comuniones y no han querido conceder los curas de Barquisimeto, de quienes es teniente cura este sacerdote que cuida de estos feligreses.

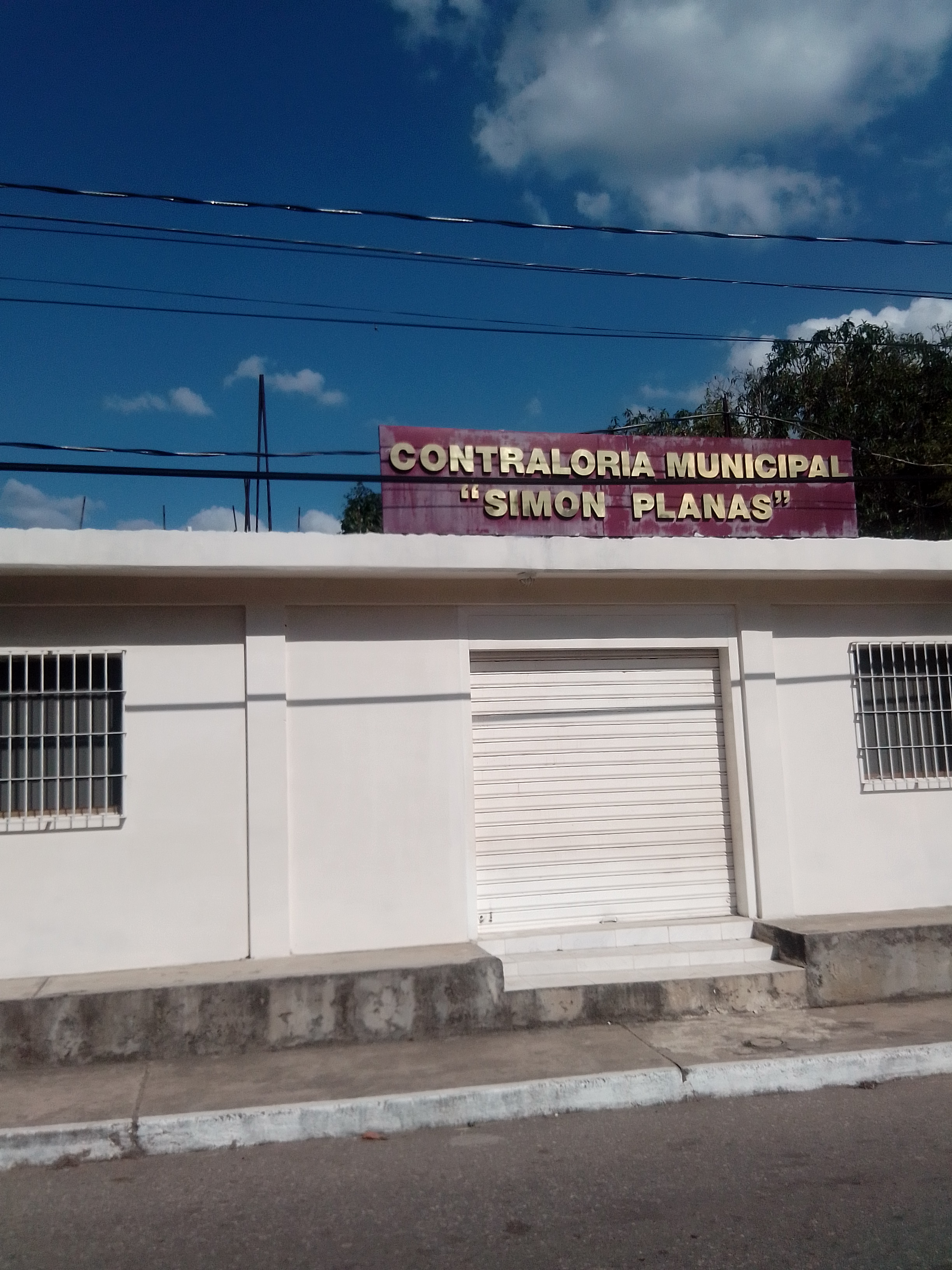
Contraloría del Municipio Simón Planas

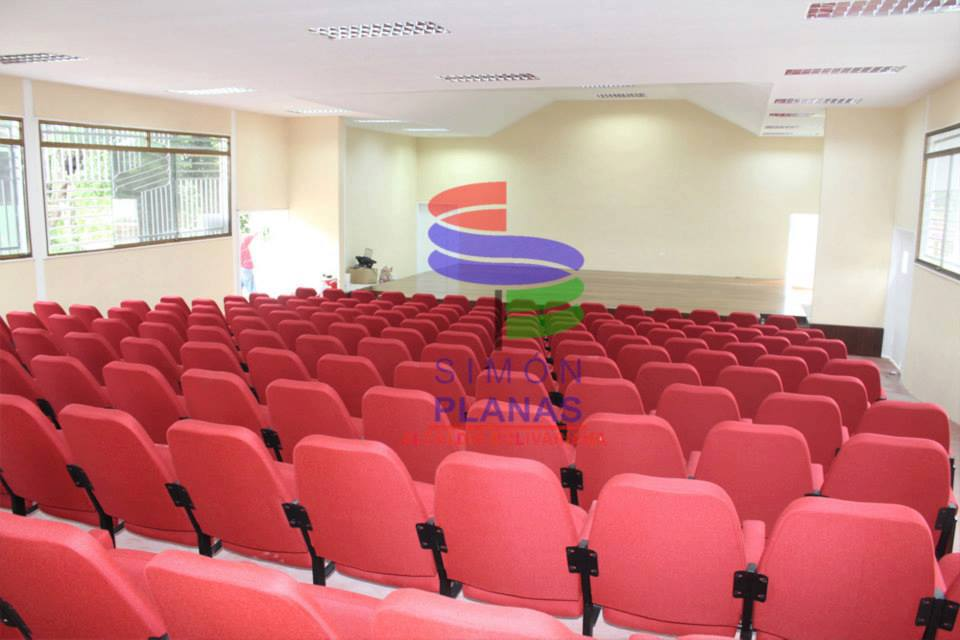
Auditorio Maestra Aída Peralta- auditorio con capacidad de 300 butacas.

Luciano Niazoa, indio de este pueblo, soltero, vive mal con Josefa parra, mulata, casada con Pedro Alvarado, también mulato, ambos de este pueblo. Me dice este padre Aguado que lo reprendió sobre esto y que le respondieron que estaban en ánimo de casarse. Ahora he prevenido a dicho padre Aguado (respecto a que el llamado Luciano no ha comparecido) que lo llame y que le inste a que se case y que de no excomulgarlo dentro de un mes será expulsado de este territorio.

Don Pedro Antonio Campero, fue dueño y poseedor de estas tierras y quien las dono al patrono San Nicolás De Bari. El obispo  Mariano Marti, en sus anotaciones de su visita pastoral, sobre el particular dice lo siguiente: Un sacerdote llamado Pedro Antonio Campero, que murió a más de treinta años, era dueño y poseedor de estas tierras.

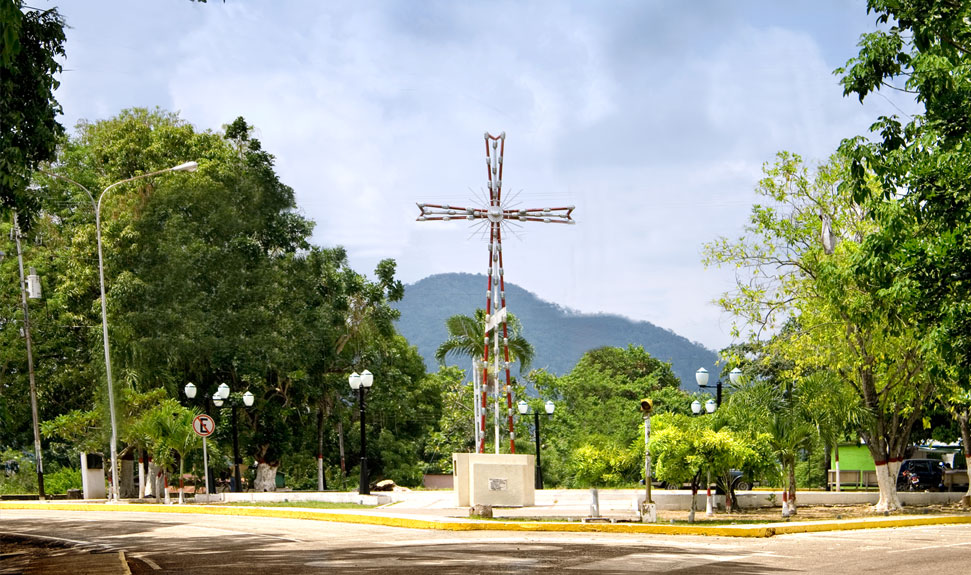
Plaza La Cruz - Sarare.

Tres cuartos de legua o una legua a los cuatro vientos de esta iglesia o capilla de San Nicolás De Bari de Sarare y como dueño de esta tierras permitía o concedía licencia diferentes para establecerse en este sitio y en efecto se establecieron muchos (275R) acá y el dicho padre Campero tenía su capilla, que es la misma que hoy existe aunque ampliada y en ella dice misa dicho sacerdote Campero y lo oían los vecinos, pero ningún sacramento se les administraba en esta capilla. Cuando murió dicho padre Campero, dejó esta tierras o haciendas a dos hermanos y dos hermanas con la condición de que si dichos hermanos y hermanas morían sin hijos, dejaba a su alma por heredera. Se ha verificado la dicha condición, pues ya se han muerto sin hijos los dichos hermanos y hermanas y me dice este padre Aguado que por el vicario de Barquisimeto Gainsa, ante esos del doctor Prado en el vicariato, se hicieron las diligencias de pregones y dichas diligencias (no hubo más que un pastor y dicho vicariato no lo admitió) las remitió a la curia Eclesiástica de Caracas. También me dice este padre Aguado, que dicho vicario Gainsa entregó estas tierras a una sobrina de dicho padre Campero, que siendo viuda murió en Araure, preguntó este padre Aguado si dicho vicario Gainsa le había dado algún instrumento con que pudiese probar su derecho en esta tierras y le respondió que ningún instrumento tenía ni se le había dado. De Caracas hasta ahora no ha venido provincia alguna. Sobre esto sin embargo que se remitieron allá dichos diligencias por el año de 1767, pues habiendo venido acá a visitar a esta iglesia o capilla el doctor Prado por el mes de enero de 1768, no resolvió sobre este asunto por haberse remitido a Caracas esto autos o diligencias.

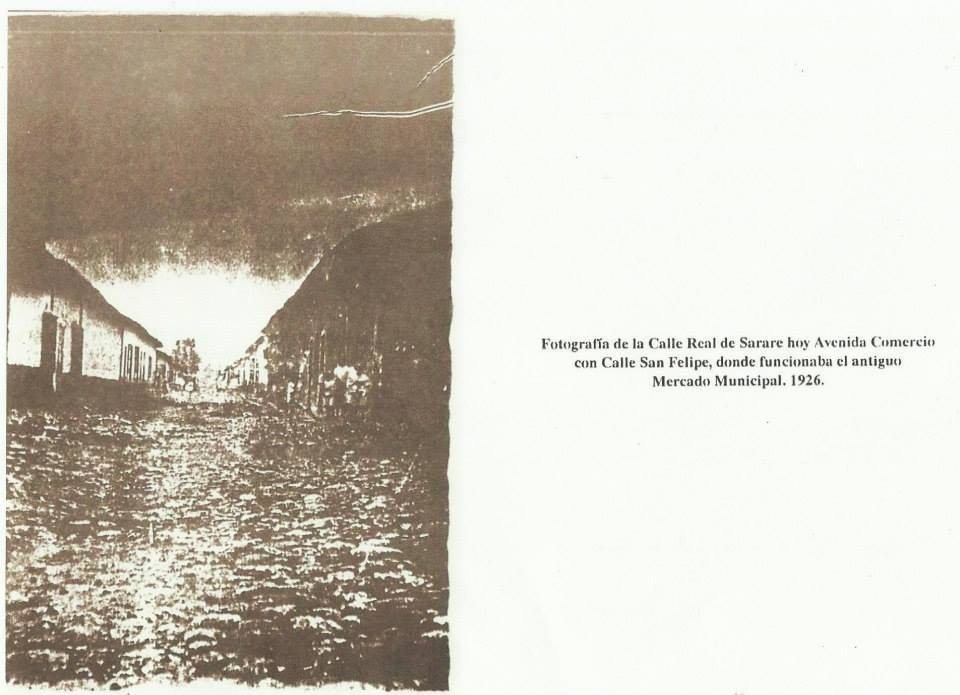
Calle Real de Sarare, hoy Avenida Comercio-1926.

Esta habitaciones o casas no las llaman pueblos generalmente, sino agregaciones de feligresías gente de toda casta: Indios, blancos (bien que de estos no había más de dos o cuatro), negros, mulatos, zambos, mestizos, que desean en gran manera que estas iglesia o capilla se erija en iglesia parroquial, totalmente distinta y separada de la parroquial de Barquisimeto; y dice también esta gente, según me expreso este  padre Aguado, que desean que se aclare a quien pertenecen estas tierras.    

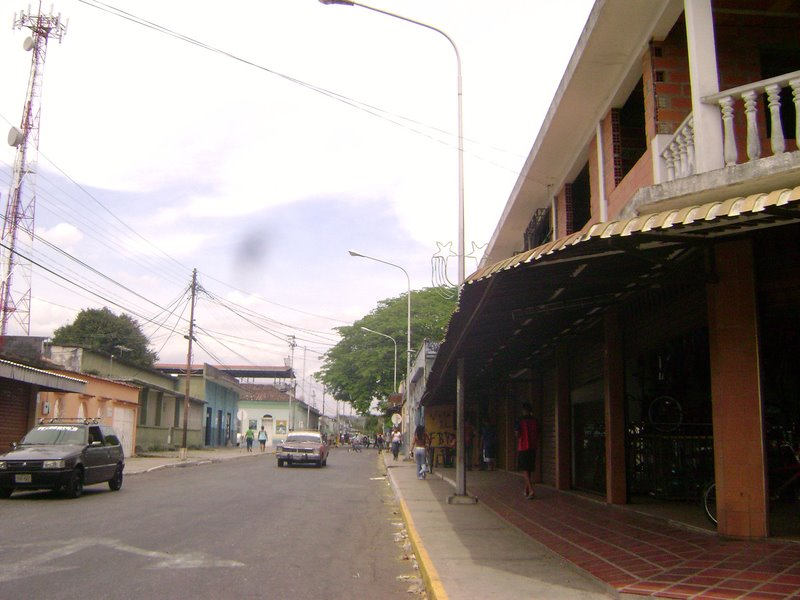
Sarare - Centro.

Para venir a establecerse y formar casas y pueblo en este sitio, en donde vendrían otros muchos de otros parajes avecindarse y fabricar sus casas en este pueblo y territorio y en este caso de declararse esta tierras a favor del alma del referido padre Campero y de erigirse esta capilla y el territorio formalmente en parroquia, está en ánimo de este padre Aguado de emprender una nueva fábrica de iglesia, Pues esta capilla que hay ahora no es capaz para todo este vecindario, unas cuatro cuadras hacia el oriente, donde hay un sitio muy aparente para la iglesia y pueblo.    

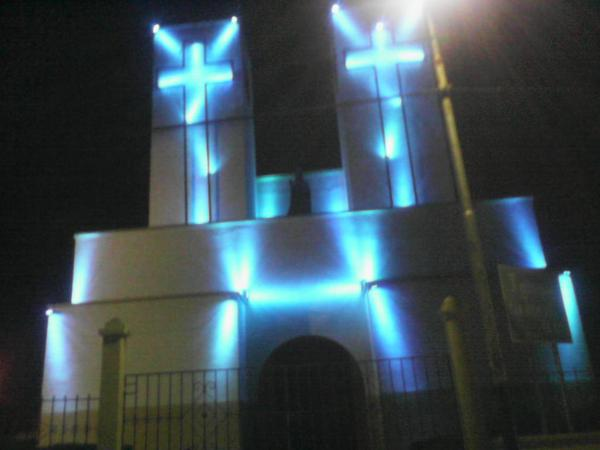
Iglesia San Nicolás de Bari - Sarare.

Puede esperarse que allá se formara un pueblo grande y que muchas gentes dispersas de otros territorios vendrá a establecerse acá, porque según me dice este padre Aguado, este territorio es sano, sus tierras son buenas para cacao, caña dulce, tabaco, yuca, maíz, añil, plátanos, que es tan bueno como el de Barinas, sabanas buenas para criar ganado vacuno y también mulas. El sitio es alegre, con la circunstancia de pasar de unas tres o cuatro cuadras de esta capilla el río llamado de Sarare, de buenas aguas según me dice este padre Aguado, que acá será tan grande a lo menos como el Guaire de Caracas. He prevenido a este padre Aguado que hable con estos vecinos para que luego que yo llegue a Barquisimeto, vengan dos o tres de ellos, y que prestando voz y canción en nombre de todos, me presenten un memorial pidiendo la formal erección de esta capilla en iglesia parroquial y que pidan también que se declaren estas tierras a favor de esta iglesia de quien tuviere derecho a ellas, según la última voluntad de dicho padre Campero....   

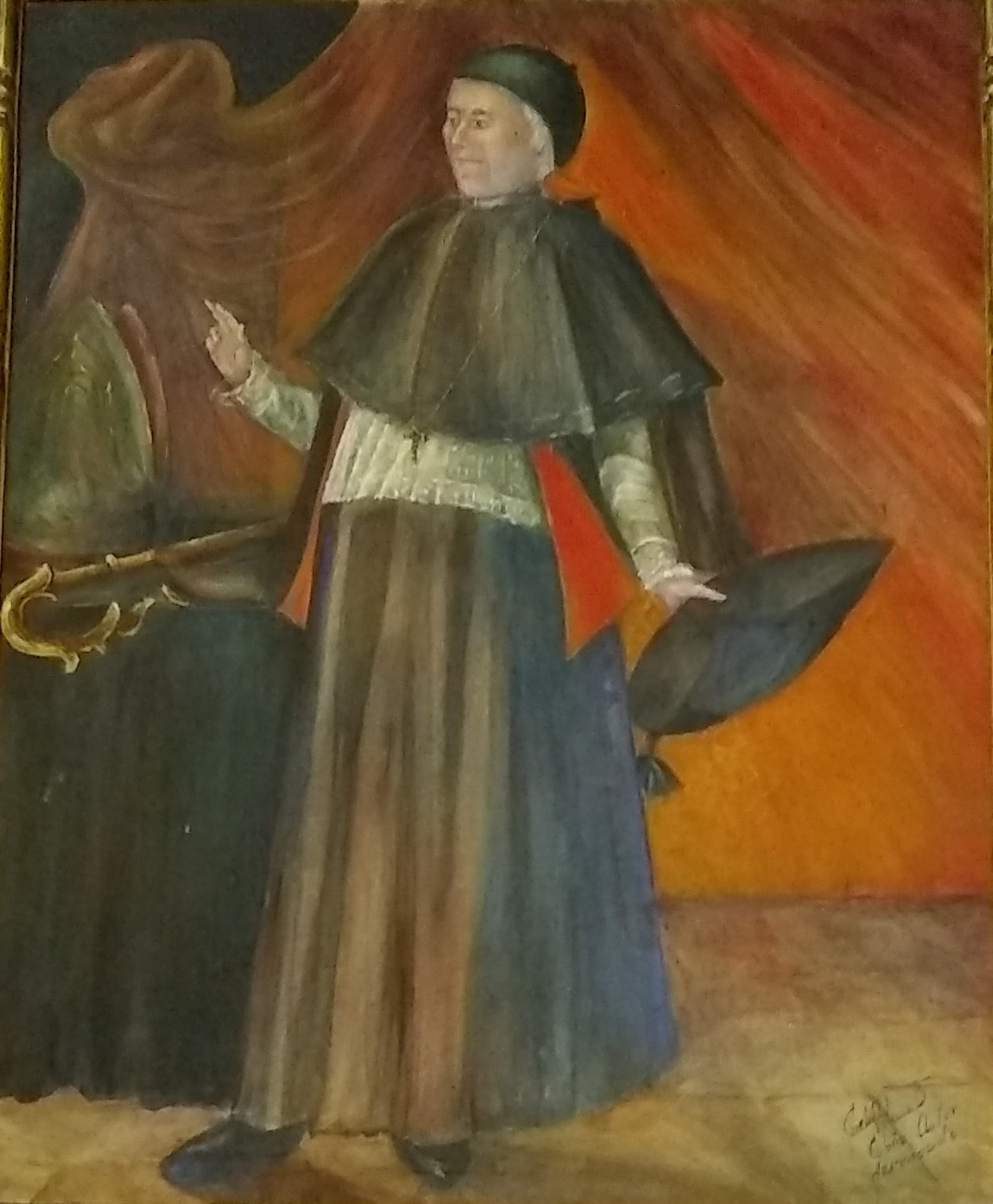
Obispo Mariano Martí

En este sitio donde esta esta villa no deja de haber algunas casas inmediata, pero sin formar calles y dispersas, y puede ser que a distancia de medio cuarto de legua, a los cuatro vientos haya 30 casas. En el año de 1763, cuando vino acá a servir esta iglesia o capilla este padre Aguado le prometieron verbalmente estos vecinos que cada año le darían doscientos pesos a más de las subvenciones, que estas se las han cedido todos los curas de Barquisimeto, pero viendo este padre Aguado que ni menos le pagaban al año cien pesos, hizo un convenio con los vecinos de cada cabeza de familia, le daría cada uno un peso, el cual cobraría por la cuaresma, que es el tiempo en que podrá ver a estos sus feligreses, pero como esto suena camarico (sic) y por todo motivos se debe excusar, he prevenido a dicho cura que en La cuaresma y siempre en todo el año confiese a sus feligreses y que para evitar toda sospecha de camarico, cobre a sus feligreses cada año desde el primer día de septiembre hasta el día primero de enero la cantidad de un peso de cada cabeza de familia, lo que también asimismo ordene al cura de San Pedro De La Laguna De Maracaibo. Y me dice este padre Aguado, que dichas cabezas de familia no cobra cada año ni aun cincuenta pesos, pues los más no pagan y se mantiene de las subvenciones y de sus capellanías y acá son muy pocas las fiestas que hacen estos feligreses.  

Me dice este padre Aguado que acá no sabe de escándalos y que el vicio predominante es el de la incontinencia y el murmuración y he prevenido que predique contra el recato de las mujeres en cubrirse los pechos y también contra los hombres en andar descubiertos los pechos por no abotonarse las camisas y que no cese de aclamar contra la murmuración y contra cualquier pecado público.    
Me dice este padre Aguado que los misioneros capuchinos estuvieron acá desde el año de 1754 hasta el año 1759 es de presumir que no pudieron establecerse estos capuchinos en este sitio de Sarare por no haber acá indios que reducir a nuestra santa fe católica, se fueron a establecer en el sitio de El altar, fundando el pueblo de Santa Inés De El Altar en el año 1759.    

### La creación del Curato de Sarare o la parroquia eclesiástica

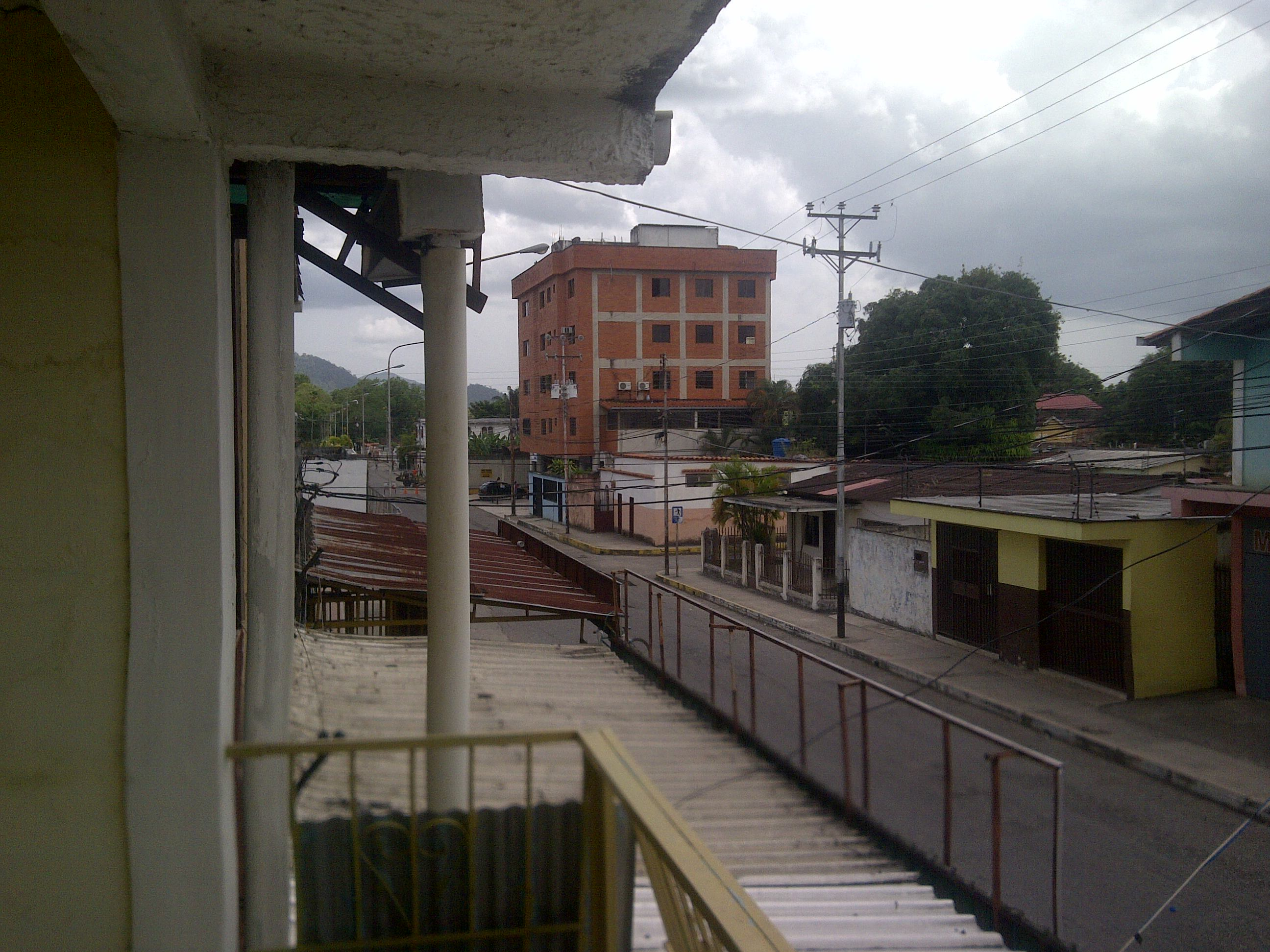
Sarare, avenida Miranda con calle Cementerio.

El 29 de abril de 1789, el Capitán General de Venezuela, Coronel Juan Guillermo, asistió a la creación del Curato de Sarare; sin embargo, no fue sino dos años después, el 30 de marzo de 1791, cuando se dictó la creación que establece los límites fijados el 14 de diciembre de 1786 por el obispo Mariano Martí, siendo nombrado como primer párroco titular el presbítero Tomás Suárez Navarro. En el lugar se erigió una iglesia con el nombre de Nuestra Señora de la Concepción y San Nicolás de Sarare. La parroquia civil se crea en ese mismo día y año 14 de diciembre de 1786. .

### La historia de la imagen de San Nicolás

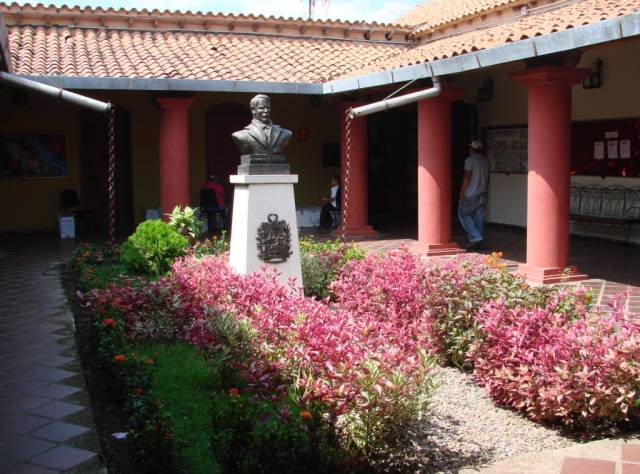
Interior de la Alcaldía del municipio simón planas (Sarare)

La piedra de San Nicolás de Bari. Se dice que el obispo Mariano Martí en su vista pastoral de 1779, pasó por Sarare y se refirió que la iglesia se llamaba San Nicolás de Bari. Según cuenta la historia, una señora mayor al recoger leña por el chorrito (Bosque Mijanal -sector San Nicolás-Sarare), se encontró un guijarro con la imagen de San Nicolás, la que entregó al párroco. La imagen fue llevada a Roma, posteriormente una familia pudiente del lugar, para reponerla, adquirió la imagen en España. Es una creencia que tiene poco más de dos siglos. La comunidad celebra estas fiestas patronales cada 6 de diciembre, donde le ruegan al santo para que les concedan milagros.

### Independencia

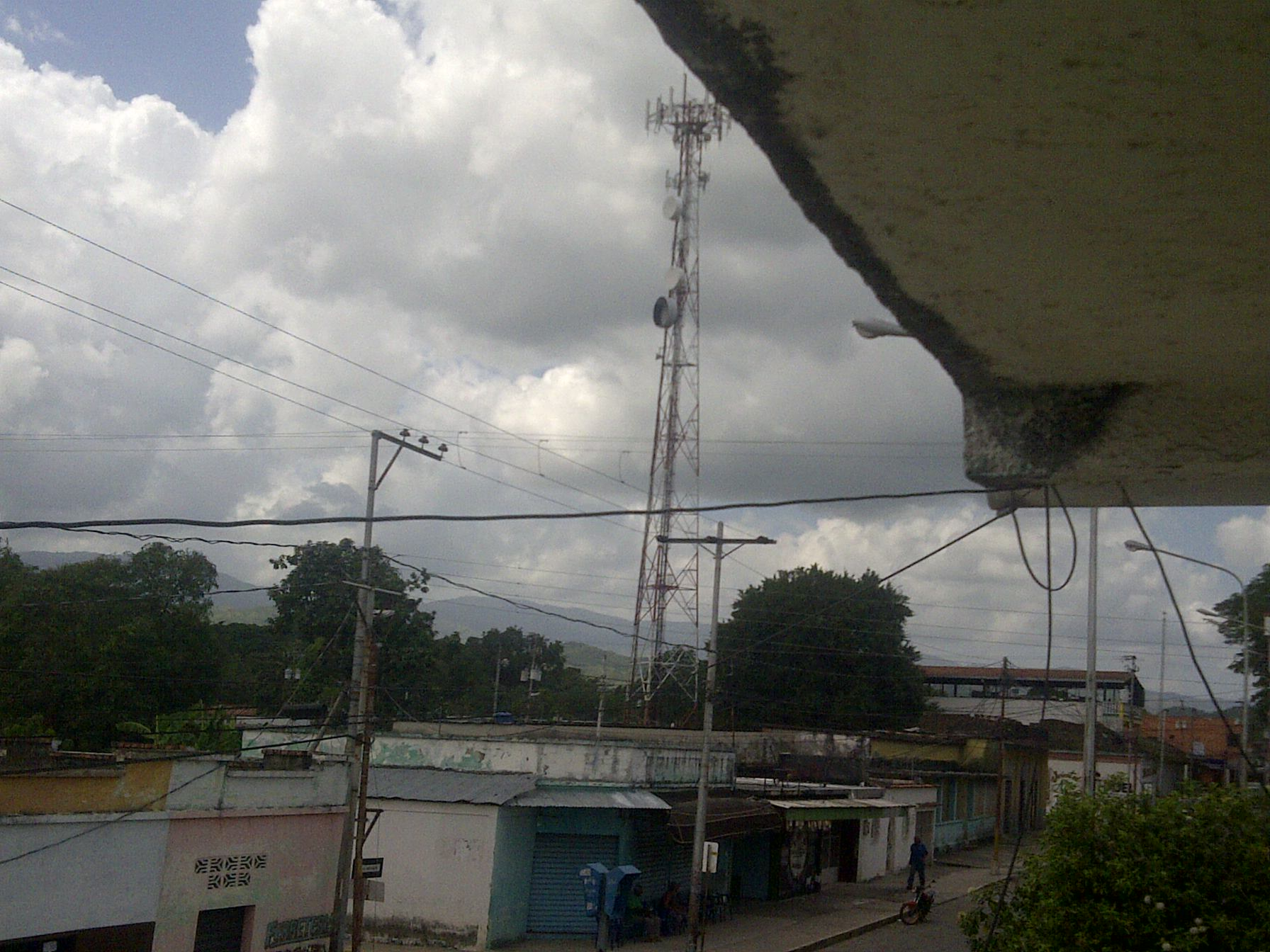
Sarare, avenida Miranda con calle Páez.

La ganadería fue afectada en gran medida durante las Guerras de Independencia. También la Guerra Federal (1859-1864) produjo profundas pérdidas para la región.

### Licenciado Andrés Guillermo Alvizu
Nació en Sarare en el año de 1804, estudió en la universidad central de Venezuela obteniendo el título de Licenciado. Fue uno de los primeros jurisconsultos del occidente de Venezuela y fue abogado. Como representante de la nación fue miembro del congreso constituyente de Venezuela, instalado en Valencia el 6 de mayo de 1830, fue diputado a los congresos de 1835, 1836, 1837, jefe político del canto de Barquisimeto en 1833 y jefe político del Cantón Cabudare en 1847. Fue juez de primera instancia en la Provincia de Barquisimeto en 1840, 1855, 1856, dos veces más diputado provincial y otras dos veces presidente del concejo municipal de Barquisimeto. Redactó el primer periódico de Barquisimeto, El Barquisimetano, y después en 1842 redactó El Correo de Occidente. Se considera que trajo a Barquisimeto la primera imprenta, con la que editó algunos periódicos. Fue miembro de la convención nacional instalada en Valencia el 5 de julio de 1859. Murió el 15 de noviembre de 1888 a los 76 años de edad.

### Presbítero coronel Andrés Torrellas

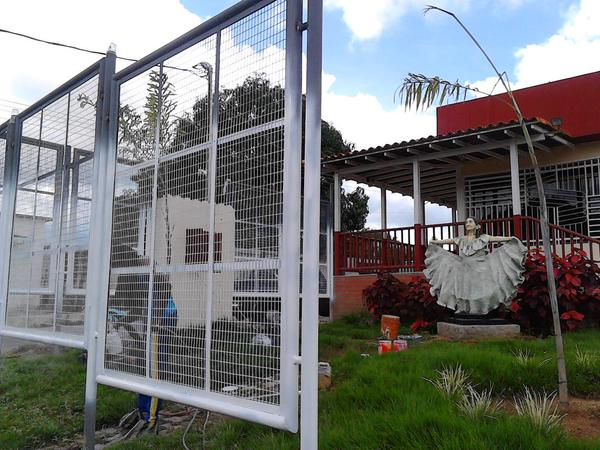
Auditorio Maestra Aída Peralta con capacidad de 300 butacas.

Nació en Sarare el 30 de noviembre de 1785, una vez ordenado el padre Torrellas en Caracas, fue nombrado cura de San Miguel y Moroturo y allí encontró el movimiento revolucionario.

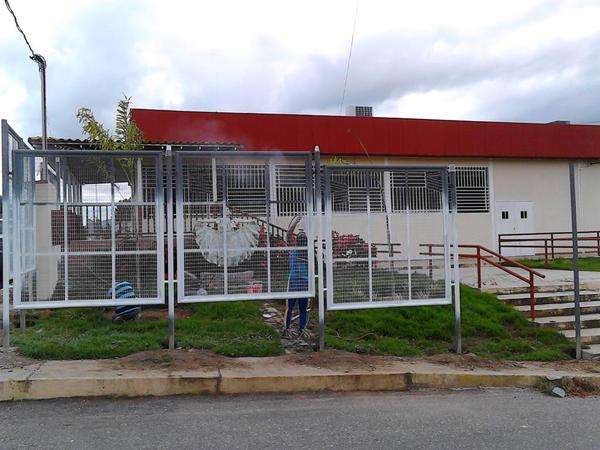
Auditorio Maestra Aída Peralta- auditorio con capacidad de 300 butacas.

Ya vimos el talento, la actividad y energía que ha desplegado en pro de la causa realista. Sin duda, contribuyó a ello el deseo de vengar los padecimientos que los republicanos habían causado a sus padres, según él mismo lo expresa en cartas citadas.

No obstante ese sentimiento de rencor, es honroso para el padre Torrellas, la siguiente observación de Mac Pherson: ((sabido es que el padre Torrellas, por hallarse en campaña fue que pudo evitar muchas desgracias, y es creíble que debido a él no tomó la guerra en esta parte de Venezuela el carácter horrible que en aquellos territorios donde hablaban Boves, Zuazola, Antoñanzas, Cerveris y otros, sin embargo, de sostener aquí la causa realista los indios de San Miguel y Moroturo, que apenas habían visto pálidos reflejos de civilización)).

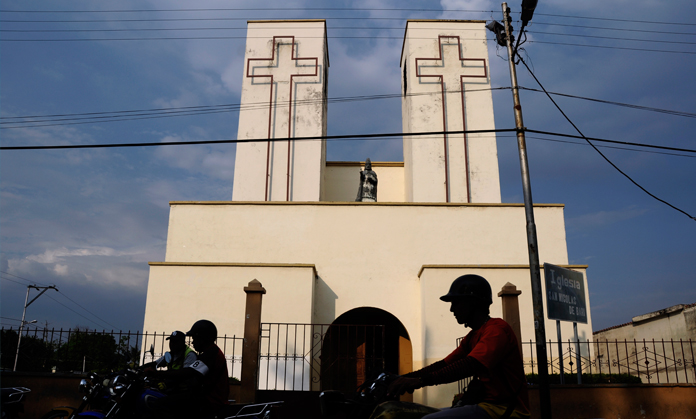
Iglesia San Nicolás De Bari de Sarare.

El padre Torrellas demostró su actividad no solamente en asuntos militares, sino también en lo que respecta a su misión sacerdotal. Así, por ejemplo, ya lo vimos en una ocasión solicitando permiso 1811 ante la autoridad eclesiástica, para erigir una capilla en Aguada Grande. En otra oportunidad en 1817, fue comisionado por el ordinario para llevar efecto la disposición de fijar el sitio donde había de construirse en Cabudare, la iglesia, una casa para el cura y otra para una escuela.

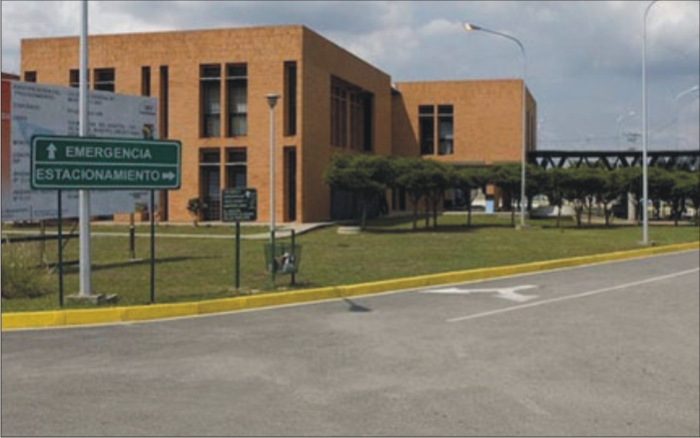
Hospital De Sarare.

El diligente sacerdote sirvió a la causa realista, hasta el año de 1820 en que pasó a luchar con el mismo valor y la misma abnegación al lado de los republicanos. Afianzada la independencia, se retiró a la vida privada. Cuando la revolución de la reforma en 1835, se acordó de sus buenos tiempos y volvió a la lucha, unida a los reformistas. Restablecida la paz, se apartó definitivamente de la política.

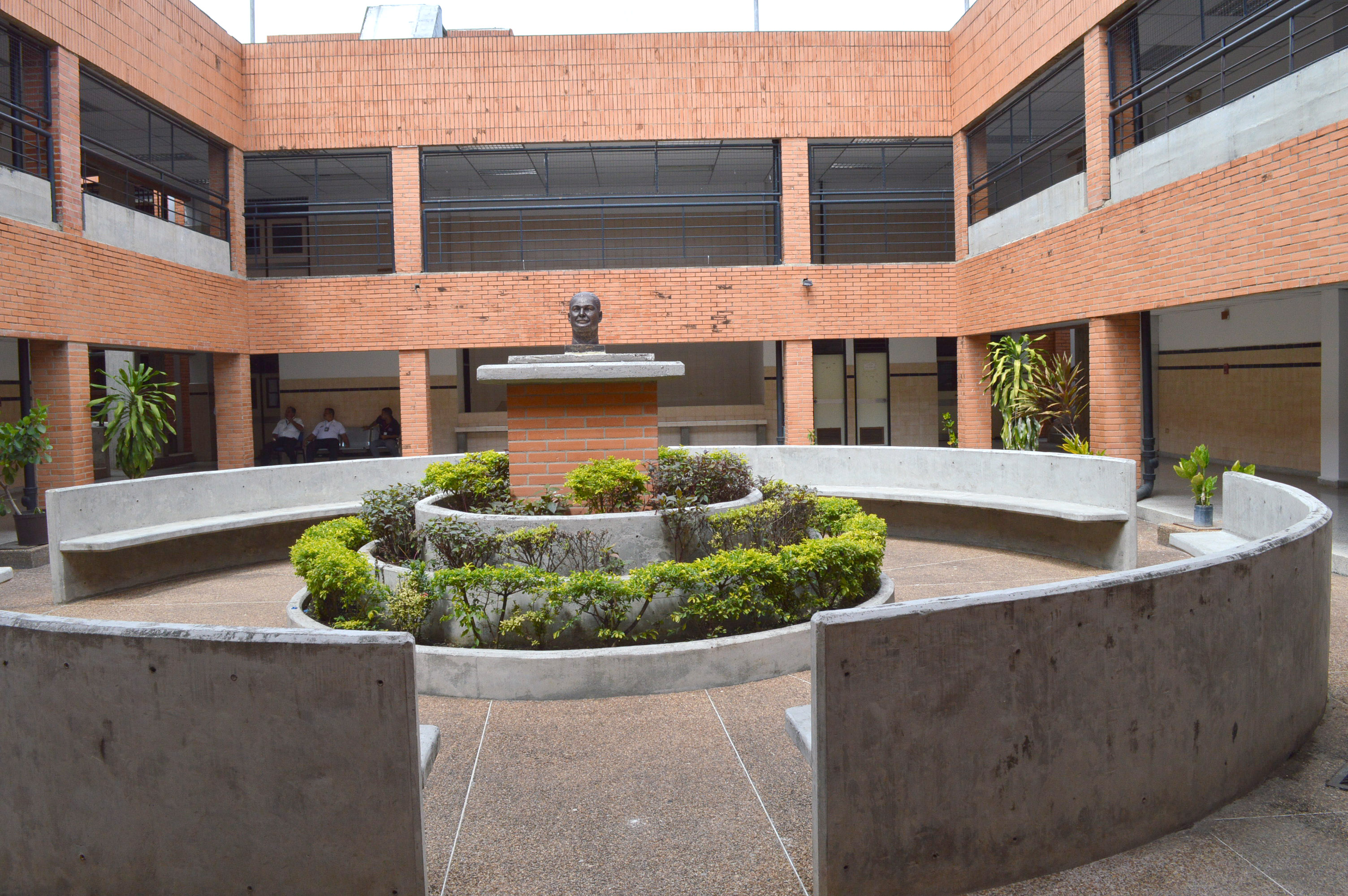
Áreas internas del hospital de Sarare.

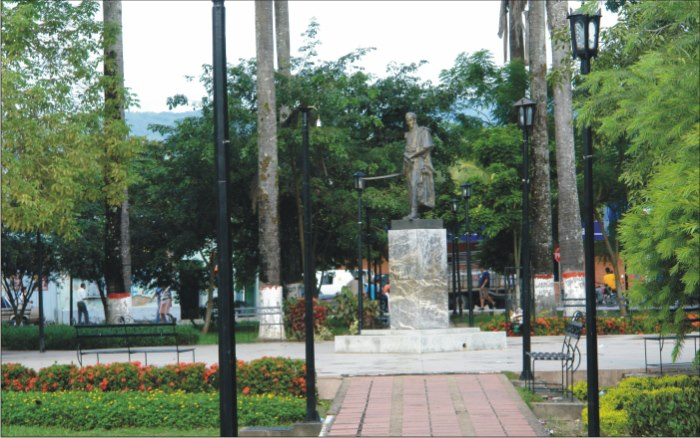
Plaza Bolívar de Sarare.

Era coronel de los ejércitos de Colombia y el general Juan Crisóstomo Falcón lo ascendió a General de Brigada en 1863. Mac Pheson dice que murió en Barquisimeto, en casa de su deudo el licenciado Alvizu, en 1851, pero según copia de la partida de defunción en el expediente formado a solicitud de una hermana del sacerdote, y que se conserva en el archivo nacional, el fallecimiento ocurrió el 12 de diciembre de 1864.

### Siglos XX y XXI

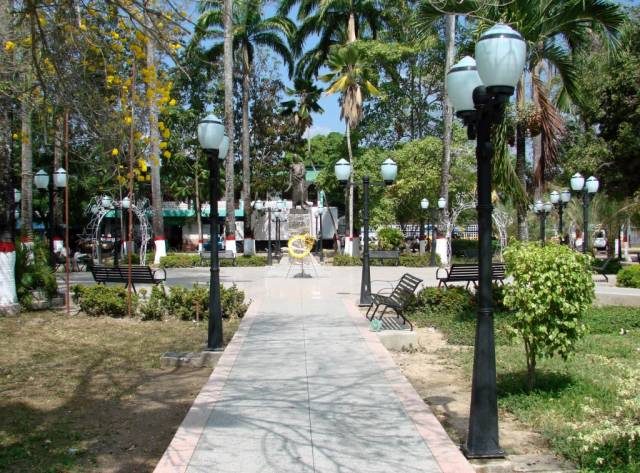
Plaza Bolívar de Sarare.

El dictador Juan Vicente Gómez compró en 1914 una de las mayores haciendas de la región, El Torrellero, y la transformó en uno de los centros más importantes para la ganadería en los Llanos venezolanos. En 1958, como parte de la Reforma Agraria, el IAN adquirió los terrenos de San Nicolás de Bari de Sarare.

### Evolución poblacional 1779-2011
| Año  | SARARE | CASA  |  |
| ---- | ------ | ----- |  |
| 1779 | 186    | 31    |  |
| 1893 | 649    |       |  |
| 1941 | 1.076  |       |  |
| 1950 | 1.382  | 308   |  |
| 1961 | 2.664  |       |  |
| 1971 | 4.236  |       |  |
| 1981 | 6.490  |       |  |
| 1990 | 8.245  |       |  |
| 2001 | 11.665 | 3.025 |  |
| 2011 | 16,395 |       |  |

## Economía

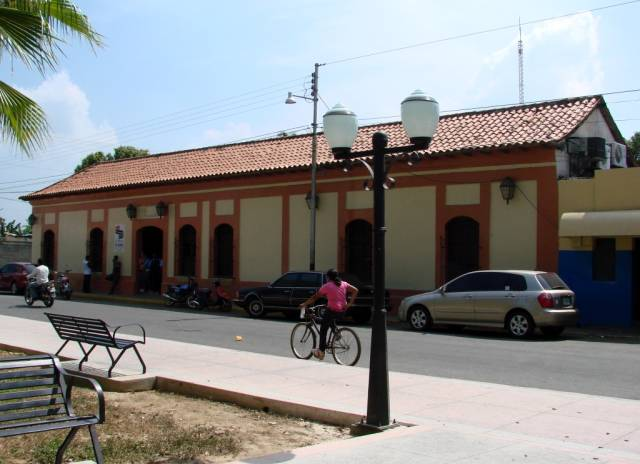
Alcaldía de Municipio Simón Planas - Sarare.

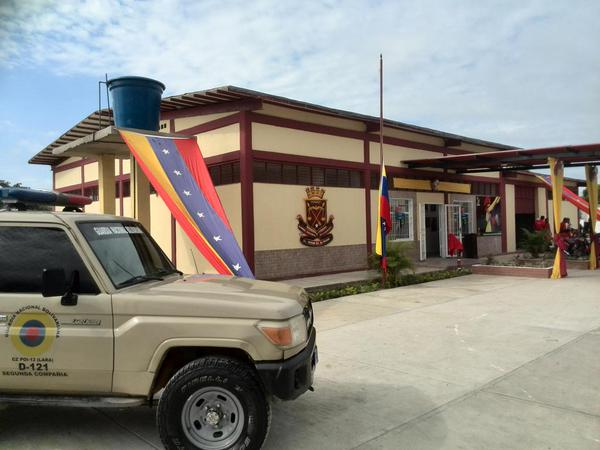
Comando de la Guardia Nacional Bolivariana en Sarare.

La ganadería es una de las ramas más importantes de la economía local. En la región también se cultiva maíz, sorgo y caña de azúcar y una sucursal de PDVSA. Muchos de los obreros en la agricultura son jornaleros. Sarare cuenta con algún movimiento mercantil y bancario y en la ciudad existen dos bancos.
Debido a la situación económica que atraviesa el país, los lugareños han emprendido en medio de esta situación, comenzando múltiples emprendimientos en el sector terciario como: mini- abastos, bodegones, tiendas de ropa, negocios de comida rápida con delivery, entre otros tantos, por lo que el sector ha experimentado un crecimiento considerable en los últimos años.

## Infraestructura

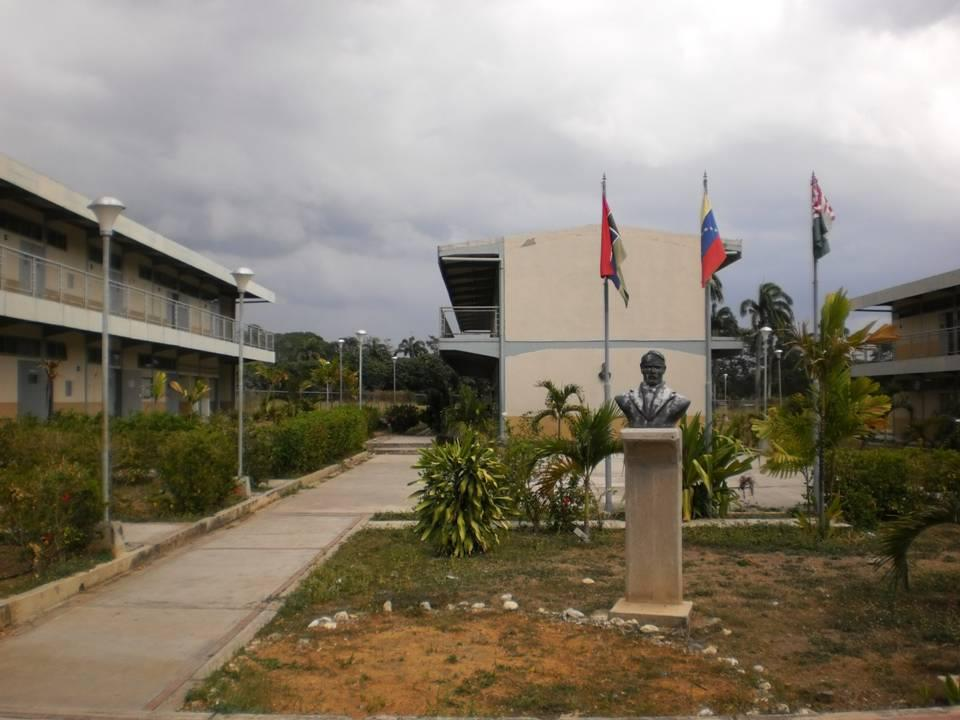
Aldea universitaria -Sarare.

Sarare cuenta con dos bancos.

### Entidades Bancarias
- Banco Provincial BBVA (Av. Miranda, Cruce con Calle Ricaurte, Edif. Don Víctor, Nivel PB). ( actualmente se retiraron )

- Banco Universal Bicentenario (Calle San Felipe con esquina calle Comercio).

### Instalaciones públicas
- Alcaldía del Municipio Simón Planas.Parque Las Mayita -Sarare.

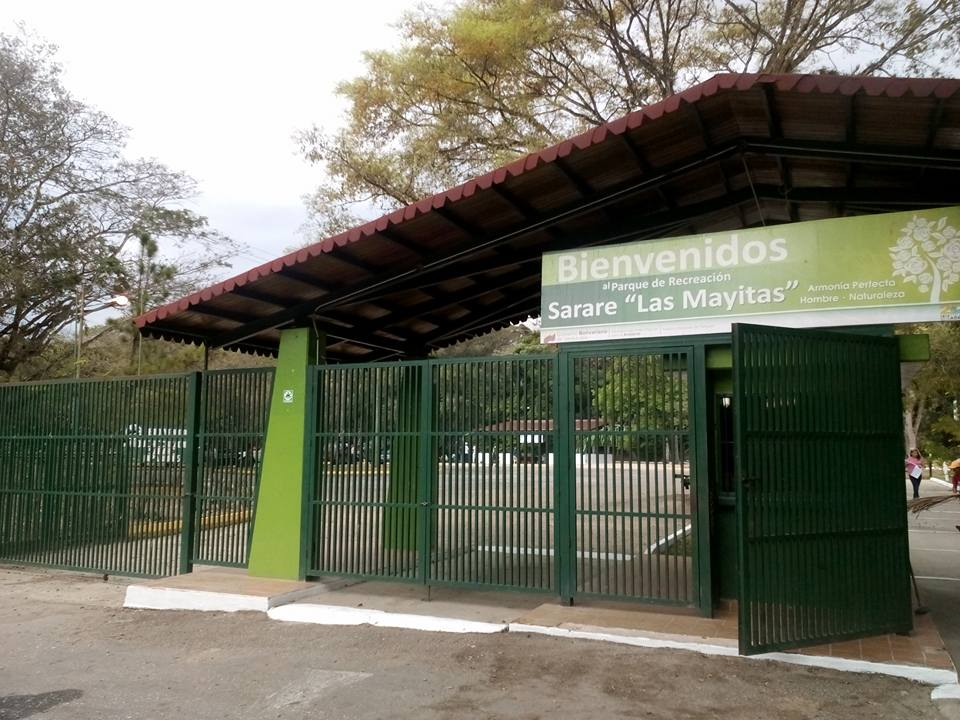
Parque Las Mayita -Sarare.

- Contraloría del Municipio Simón Planas.
- Prefectura del municipio Simón Planas.
- Cuerpo de bomberos del municipio Simón Planas.
- Comandancia de policía del estado Lara de Sarare.
- Comandancia de policía Nacional de Sarare.
- IPOSTEL.
- La zona donde está el MAT, Ministerio de Educación de Sarare queda por la calle el mamón.

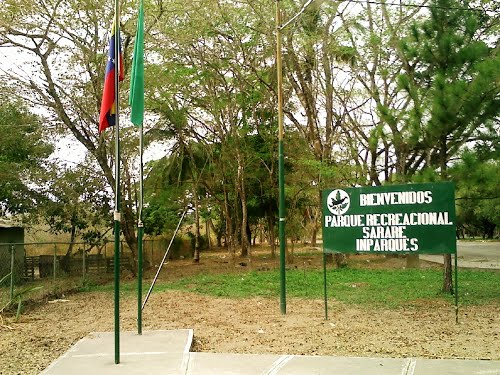
Parque Las Mayita-Sarare.

- Parque Las Mayita-Sarare.Biblioteca Pública Ezequiel Bujanda.
- Auditorio Aída Peralta.
- Comandancia de la Guardia Nacional Bolivariana de Sarare.

### Educación
En la ciudad hay varias escuelas básicas:
- Escuela Las Vueltas.
- Preescolar Banco Obrero.
- Escuela Básica Estadal Sabaneta.

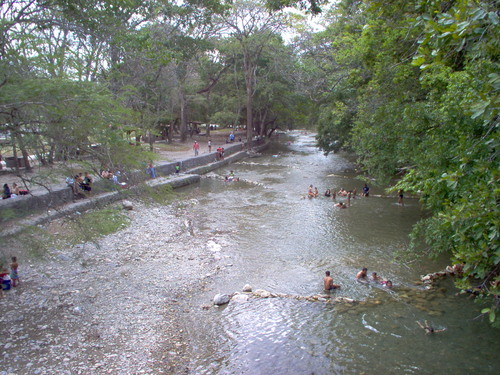
Parque Las Mayita -Sarare.

- Parque Las Mayita -Sarare.Escuela Estadal de San Nicolás de Bari (que en el sector las parcelas).
- Unidad Educativa Alcides Lozada.
- Unidad Educativa Monseñor Salvador Montes de Oca.
- Aldea Universitaria Simón Planas.

### Instalaciones Deportivas

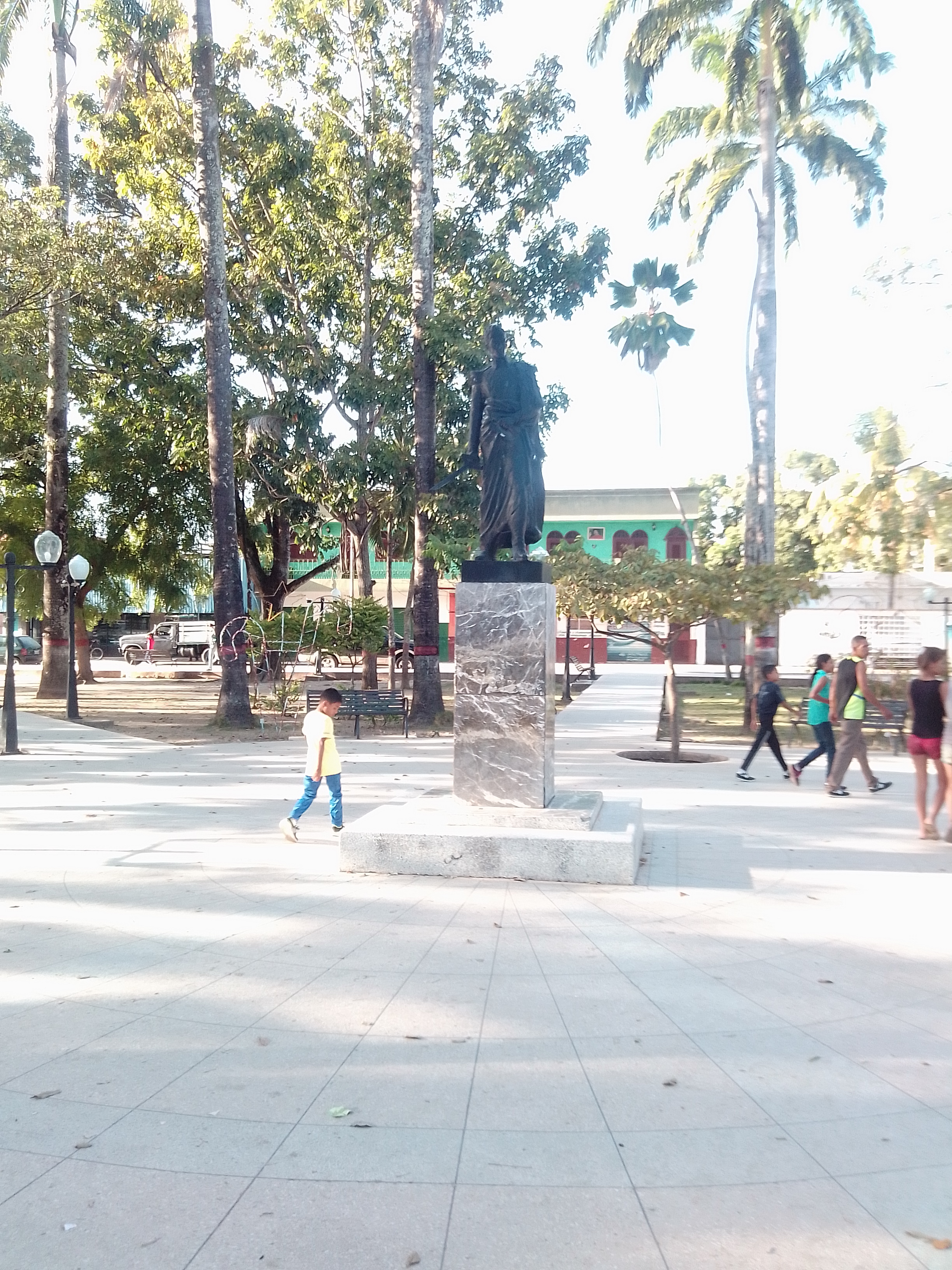
Plaza Bolívar de Sarare en el 2020

- Estadio Ayacucho.
- Estadio Mario Candoti.
- Cancha techada la Unión.
- Estadio de Pueblo Arriba. Plaza Bolívar de Sarare en el 2020

### Salud
- Sarare tiene desde 2009 un hospital, el Dr. Armando-Velázquez Mago.[5][6]
- C.D.I. de Sarare.

### Religión
- Iglesia San Nicolás de Bari.
- Capilla Jesús, María y José.
- Capilla San Nicolás.

### Sitios de interés turístico y cultural
- Parque Las Mayitas [7]

- La montaña La Vieja (zona aledaña al centro urbano)
- Parque Bachiller Guerrero.
- Plaza Bolívar de Sarare en el 2020Mirador Turístico El Calvario.

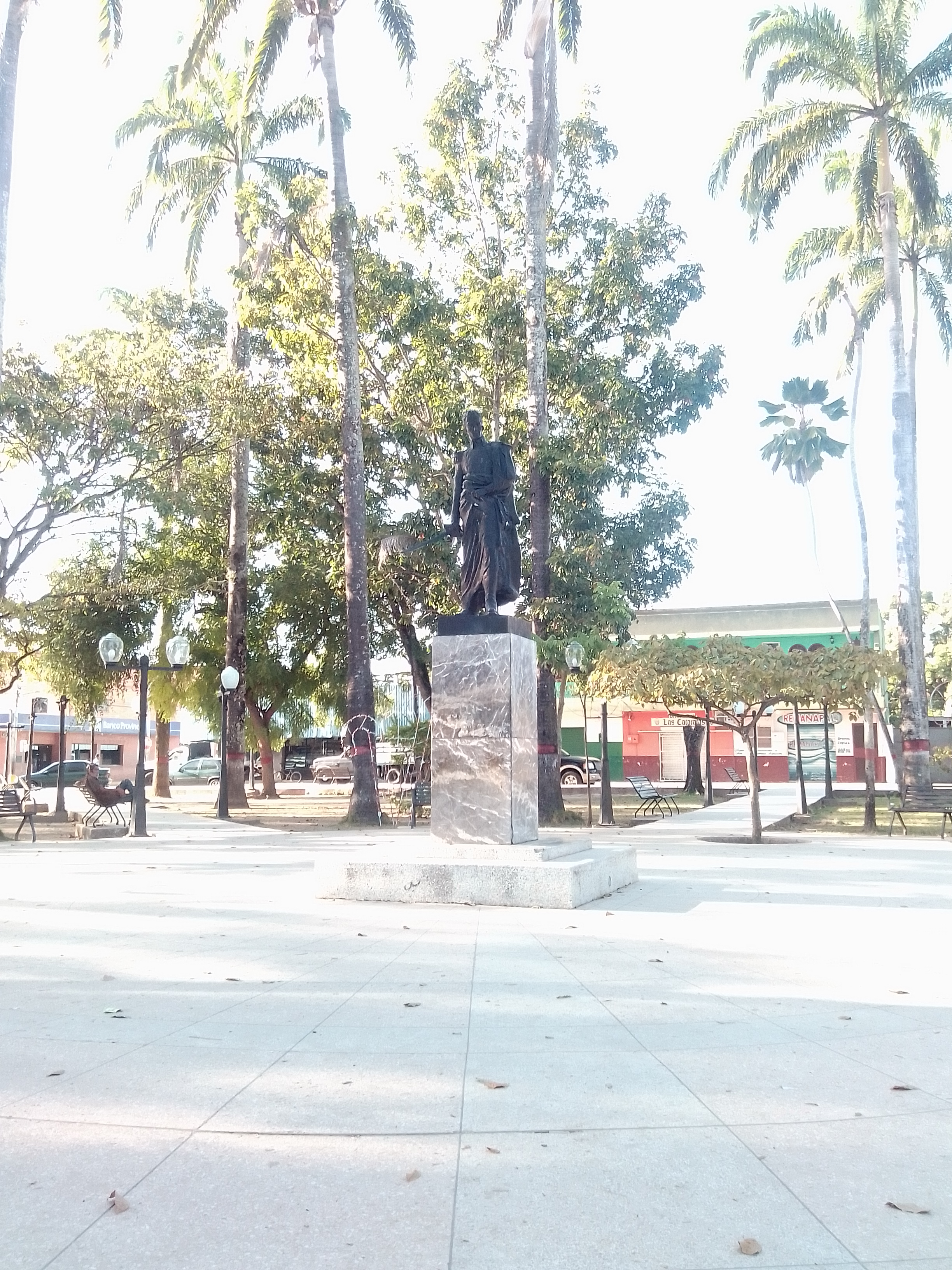
Plaza Bolívar de Sarare en el 2020

- Casa de la Cultura Elogio Marchan.

- Paseo turístico El Floreño.

- Paseo El Soberano.

- Auditorio Aída Peralta.

- Plaza Bolívar de Sarare.

- Plaza La Cruz.
- Zona de "Escalada en roca" ubicada en Torrellero, consta de 4 sectores equipados para esta actividad (La universidad, la cementera, los techos y otra en proyecto).

## Medios de comunicación

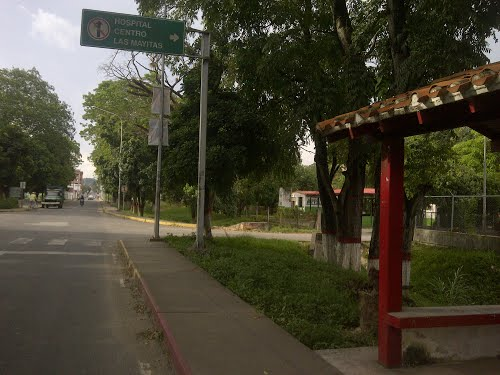
Avenida Miranda(Sarare)

### Radio
- Turística 102.9 FM ( actualmente se retiró la emisora )
- Radio misión Estéreo 94.5 FM
- Naguara 97.9 FM
- Fuente de luz 88.7 FM

### Televisión
Sarare tiene una compañía de TV por cable y se llama OCCSAR TV. ( actualmente se retiraron 2022 )